# 越南服務航空
越南服務航空（越南語：／公司𩙻役務航空），英文簡稱VASCO，或称越南航空服務公司，是一間總站位於越南胡志明市新平郡的航空公司。提供定期航班來往新山一國際機場至越南南部。航空公司為越南航空的子公司。此外，航空公司還提供包機航班、醫療物質運送、搜救行動、石油平台的運輸學其他航空服務。

## 歷史
越南服務航空在1987年由政府成立，初時已經是越南航空的子公司。在2004年，航空公司開始獨立定期客運航班 和當局已批准航空公司部份私有化。越南航空希望此航空公司可成為低成本航空公司，與外國建立合作夥伴。

## 目的地

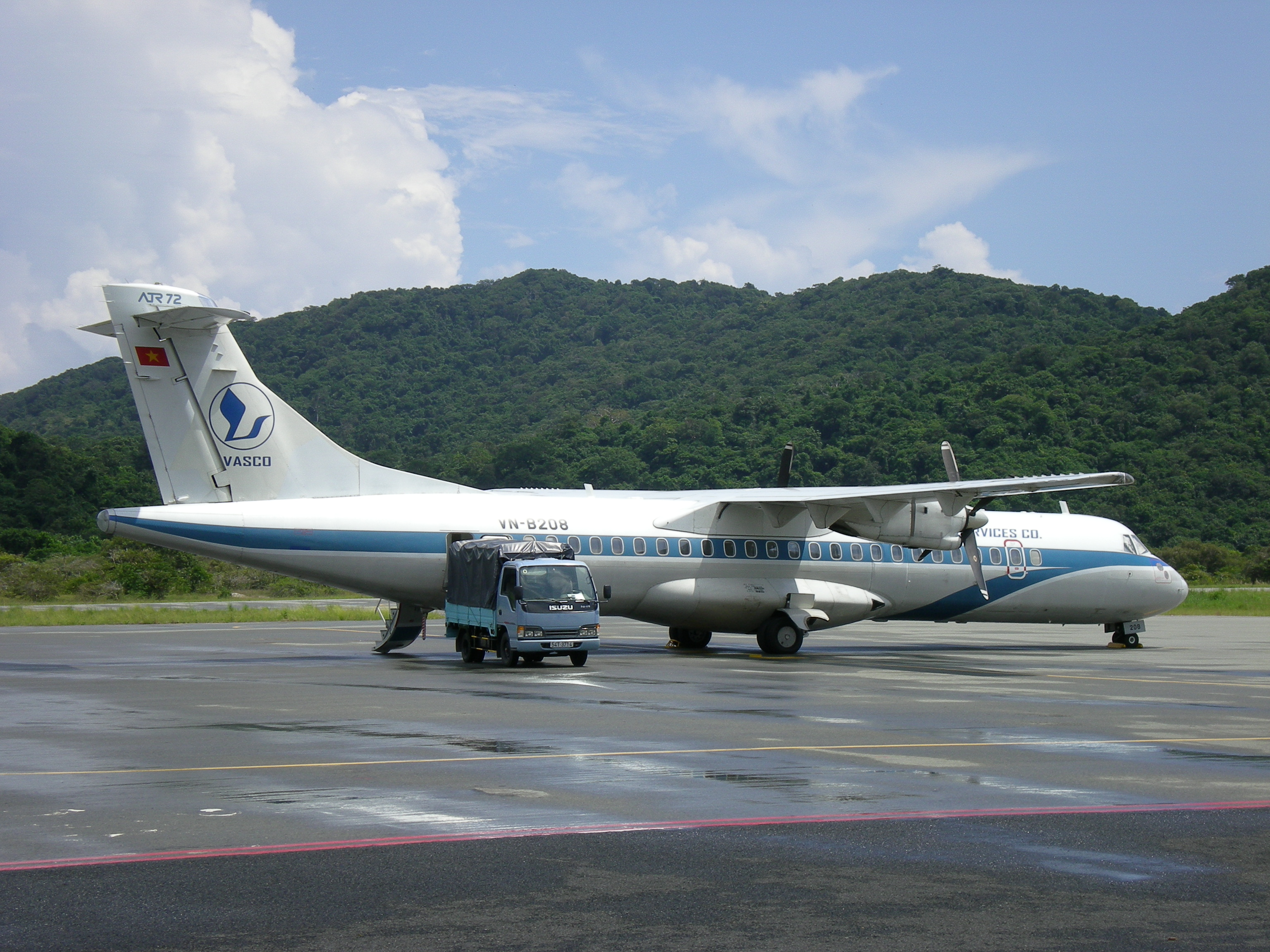
越南航空服務公司的ATR-72在崑崙機場

現時越南服務航空有六個目的地：
- 越南
  - 金甌市：金甌機場
  - 芹苴市：芹苴機場
  - 三岐市：茱莱機場
  - 崑崙島：崑崙機場（主要机场）
  - 胡志明市：新山一國際機場（枢纽机场）
  - 綏和市：綏和機場

已停運的目的地
- 菲律賓：蘇比克灣 [7]
- 越南：峴港、歸仁、迪石、頭頓[8][9]

## 機隊
航空公司有以下機隊

## 重組航空公司和品牌重塑
把航空公司私有化後，越南航空希望讓航空公司變成一間低成本航空公司，所以可能會改變航空公司的名稱至越航空。以及把目的地都只限國內，與其他相似的航空公司進行競爭，例如捷星太平洋航空和亞洲越捷航空。當越南航空服務公司成熟後，越南航空也會增加飛機數量。

## 外部連結
- 官方網站 （页面存档备份，存于）